# Cheval en Lituanie
Le cheval en Lituanie (lituanien : arklys) apparaît sous sa forme domestique au début de l'âge du bronze. La Lituanie se caractérise par de nombreuses traces de culte du cheval durant l'Antiquité et le Moyen-Âge viking, en particulier l'enterrement rituel de celui-ci, avec son cavalier. Des survivances de ces cultes perdurent dans les textes traditionnels et le vocabulaire lituanien, laissant supposer la vénération passée d'une divinité équine lunaire.  
Le cheval est principalement destiné au travail, en particulier la traction agricole. Le Žemaitukas (samogitien), race nationale historique du pays, est en conservation en raison de ses effectifs très réduits. 

## Histoire

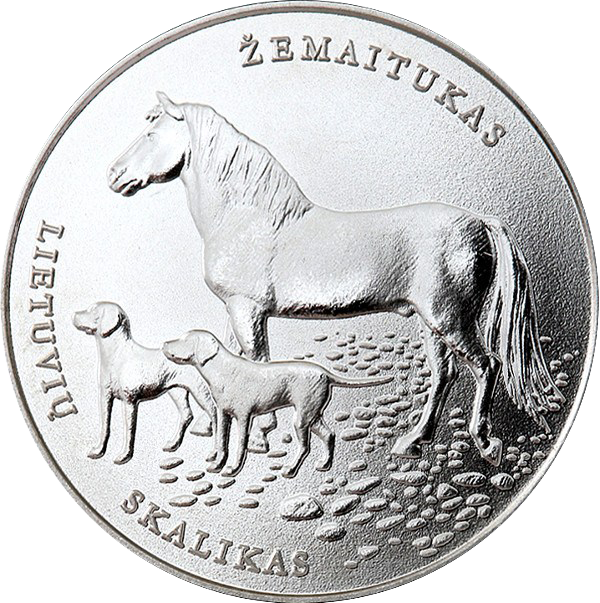
Pièce lituanienne de 1,50 euro à l'effigie de la race de chevaux Žemaitukas, éditée en 2017.

La plus ancienne tombe contenant des ossements de chevaux a été retrouvée sur le site de Kretuonas, dans l'Est de la Lituanie, et datée du Néolithique moyen, sans trace de domestication de l'animal. Les restes de chevaux datés du Néolithique tardif et du début de l'âge du bronze n'indiquent pas non plus de domestication, cependant, ces ossements coexistent avec ceux d'animaux domestiques d'autres espèces, ce qui indique qu'une diffusion culturelle de la domestication du cheval a dû se produire au début de l'âge du bronze.
Les chevaux domestiques apparaissent sur le territoire baltique à la fin du second millénaire av. J.-C.. Ils sont utilisés essentiellement montés au VIIIe siècle av. J.-C. et au VIIe siècle av. J.-C.. Durant l'âge du fer, dans l'Est de la Lituanie, l'enterrement du cheval est ritualisé et s'accompagne d'une crémation.
À la fin du IIe siècle et au début du IIIe siècle, une coutume associée à la culture des cercles de pierres dans l'Ouest de la Lituanie consiste à enterrer rituellement un cheval harnaché avec un homme en armes, illustrant la position hiérarchique privilégiée du cavalier armé. La coutume d'enterrer son cheval semble extrêmement répandue parmi les tribus baltes, plus de 100 tombes équines ayant été retrouvées sur le territoire lituanien. Le cheval est vénéré au Moyen-Âge. Un emplacement spécifique lui est réservé dans le lieu de sépulture de son propriétaire, ces cimetières pour chevaux (parfois inhumés avec leur équipement) enterrés avec leurs cavaliers se retrouvent dans toute la Lituanie à partir du IIe siècle, puis du Ve siècle au VIIIe siècle, puis du XIe siècle au XIIe siècle,,,. Une série de tombes viking contenant des chevaux a été découverte dans la région de Kaunas.
D'après Joseph Ehret, en 1919, les paysans lituaniens apprécient beaucoup les chevaux, et « en possède[nt] souvent plus qu'il ne serait nécessaire pour [leurs] exploitation[s] ». 70 % des chevaux du pays appartiennent d'après lui aux paysans ; il s'agit de chevaux samogitiens trapus et de petite taille.

## Pratiques et usages

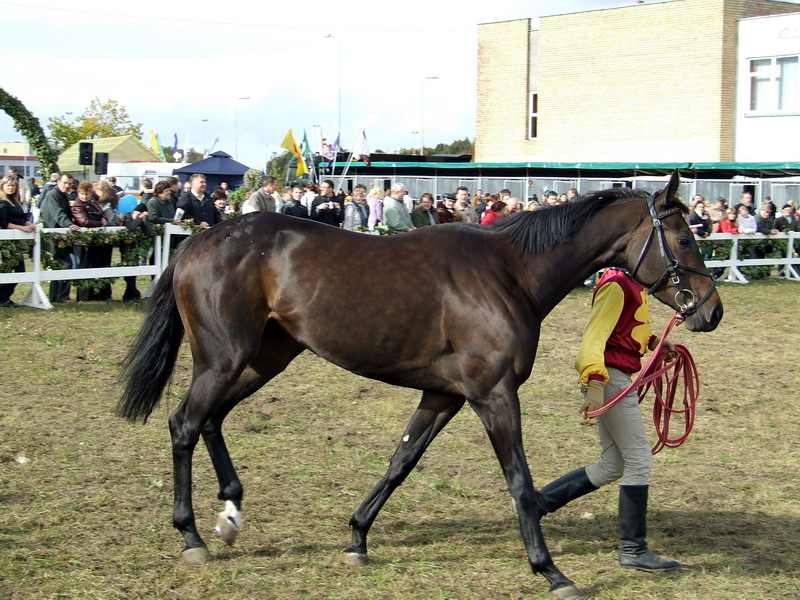
Présentation d'un Pur-sang.

Le travail avec le cheval (traction) et l'hippophagie sont largement répandus, seuls 10 % des chevaux lituaniens étant destiné aux sports ou au tourisme équestres. L'équitation de loisir est en développement.

## Élevage

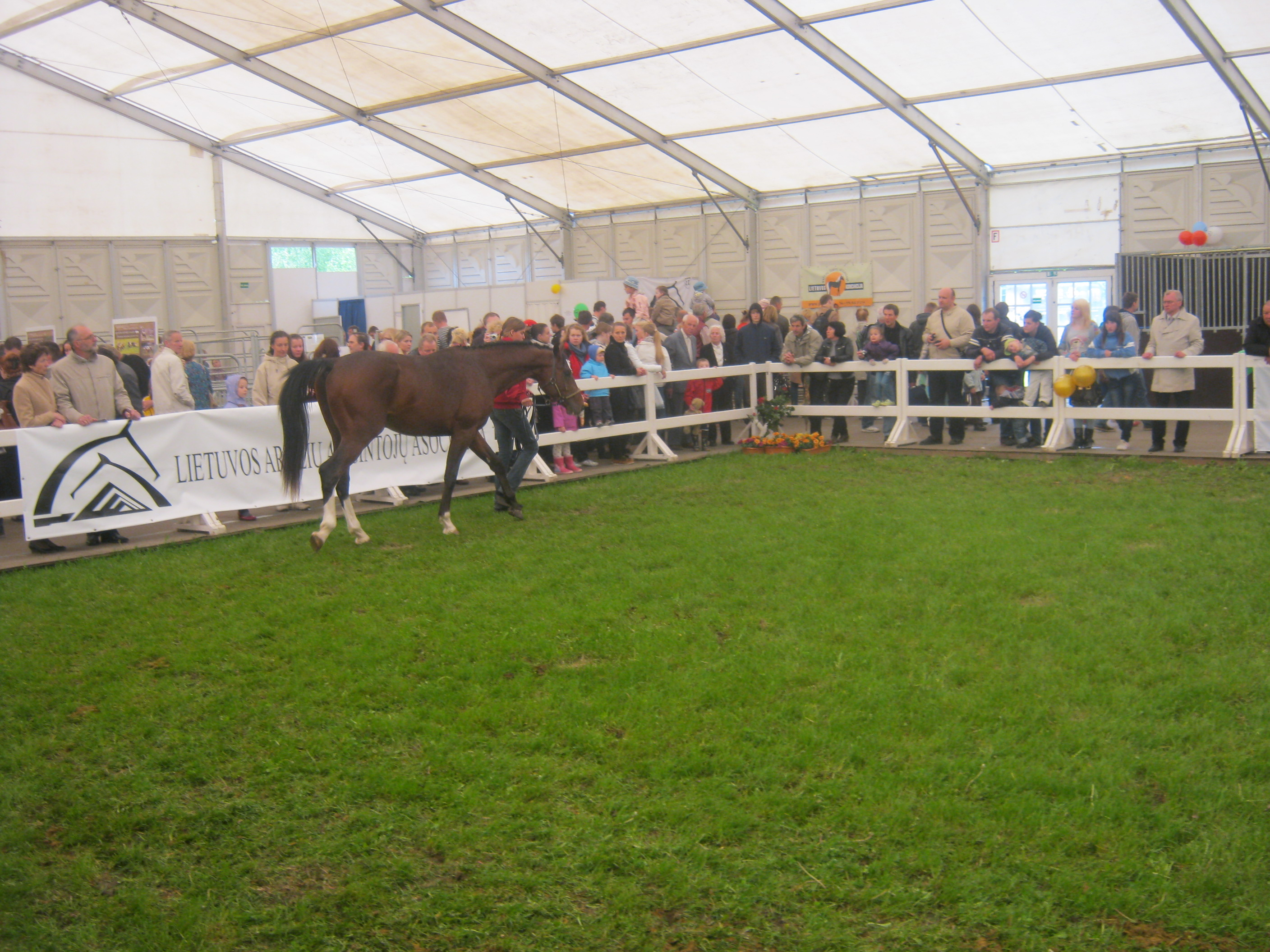
Présentation de chevaux à AgroBalt 2012.

La population de chevaux lituaniens est d'environ 65 000 individus en 2013.
D'après la base de données DAD-IS de la FAO, trois races de chevaux sont natives de la Lituanie : le trait lituanien, le Žemaitukas et le Grand Žemaitukas (ou Žemaitukas moderne). Ces trois races locales sont toutes menacées d'extinction, mais le gouvernement lituanien a mis en place des mesures de protection. Elles ont fait l'objet d'une étude génétique, dont les résultats sont publiés en 2003.
La Lituanie élève également les races allemandes Trakehner, Holsteiner et Hanovrien ; l'Arabe, le Trotteur américain et le Pur-sang ; des poneys ; enfin divers chevaux russes tels que le Boudienny et le Trotteur russe,.
Equid alphaherpesvirus 1 (EHV-1) circule parmi la population de chevaux lituanienne.

## Culture

Armoiries de la Lituanie.

Les Lituaniens ont toujours consacré une importante place culturelle au cheval. Un cheval lunaire semble avoir été vénéré, ce culte étant matérialisé par la découverte de pendentifs en forme de croissant de lune traditionnellement placés sur le front du cheval, avec des traces de survivance linguistique et folklorique jusqu'au XXe siècle. Le nom donné à la marque blanche en-tête d'un cheval, laukas (adj.), laukis (nom) en lituanien, provient de la racine indo-européenne *louk- (« brillant »), qui a également donné le latin luna, semblant indiquer un lien entre cette tradition balte et des croyances romaines.
Les armoiries de la Lituanie comportent un soldat monté. Le folklore narratif lituanien compte de nombreuses références au comportement du cheval, en particulier concernant ses réactions à un nouvel environnement : le cheval y est doué de prescience, et reflète la richesse de son propriétaire. Le texte des chansons populaires poétiques lituaniennes donne le contexte social de leur époque, avec des références au cheval de travail, de selle, ou encore à la jument, avec une importance considérable de la symbolique du cheval.
L'unique musée du cheval de Lituanie, Arklio muziejus, se trouve à Anykščiai : il propose de nombreuses photographies anciennes du quotidien avec le cheval, ainsi que des promenades en calèche.